# Hôtel de ville de Brée
L'hôtel de ville de Brée est installé dans l'ancien Collège Saint-Michel qui est un ancien monastère des augustins[Passage contradictoire], situé dans la ville de Brée, en province de Limbourg (en Belgique). Le bâtiment est situé au centre de la ville, et est conçu dans le style baroque liégeois avec des caractéristiques de style mosan ou Renaissance mosane.

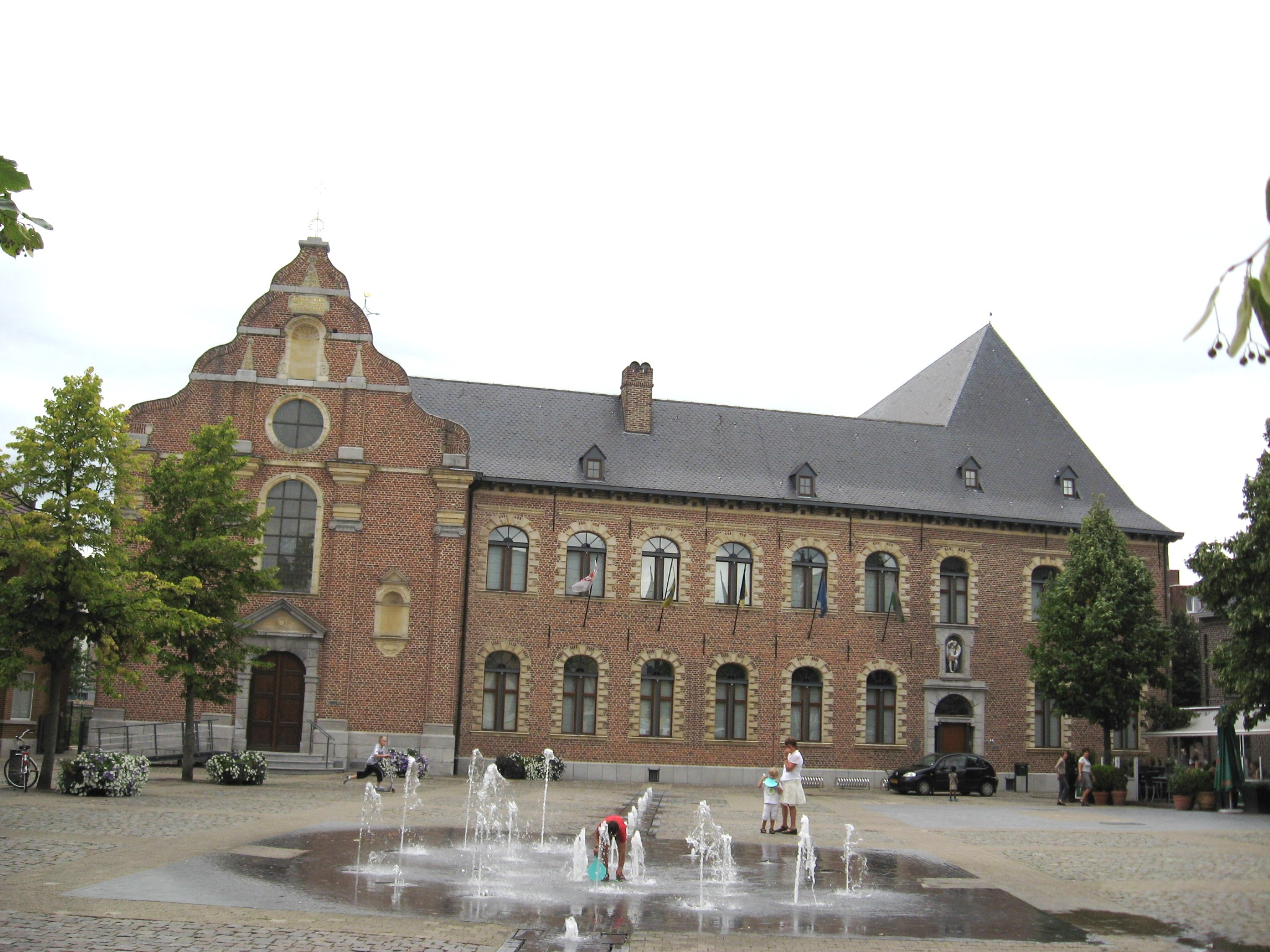
Vue en 2007.

## Histoire
L'ancien couvent fut construit par les pères augustins[Passage contradictoire]. Ils reçurent le soutien financier du baron Gerard van Huls, qui latinisa son nom en Gerardus de Taxis, mort en 1654. Sa famille était originaire de Bree. Il fit fortune en tant qu'officier dans l'armée impériale  autrichienne pendant la guerre de Trente Ans.
La première pierre fut posée le 7 septembre 1657. Au-dessus de la porte de la chapelle, la clé de voûte indique l'année 1717 et le chronogramme au sommet du pignon indique 1718. Ce sont les années au cours desquelles la chapelle baroque fut achevée et consacrée. La chapelle est dédiée à Saint Nicolas de Tolentin. Les cloîtres datent de la période 1710 - 1712. Le cloître et surtout la chapelle baroque forment une rupture de style avec le corps de logis de style mosan.
En 1797, le couvent est dissous par les Français lors de la période française de l'histoire de Belgique. Les bâtiments sont confisqués, utilisés comme caserne ou magasin de la ville.
Pendant la brève période du royaume uni des Pays-Bas, les Hollandais y installent une caserne de gendarmerie.
De 1865 à 1874, c'est un collège de la ville, ensuite supprimé.
En 1884, l'évêque de Liège Victor-Joseph Doutreloux achète le bâtiment et crée le collège .
A la fin du XIXe siècle, le couvent est utilisé comme collège diocésain Saint-Michel .
Au bas de la porte d'entrée, sur la place Vrijthof, se trouve une pierre de datation indiquant l'année 1948. Au cours de cette année et des années suivantes, la façade de la place Vrijthof a été entièrement rénovée, et l'intérieur du monastère a été adapté aux besoins d'un collège moderne, de résidences pour les prêtres-enseignants et d'un logement de concierge. Des salles de classe et un gymnase ont été construits sur l'ancienne cour de récréation.
Lors de la restauration, toutes les extensions et ajouts postérieurs à 1796 ont été démolis. Le bâtiment a été réduit à son essence historique : le monastère des augustins. Les nouveaux éléments architecturaux, étrangers au monastère d'origine, ont été placés selon un angle de 10° sur les axes existants afin de toujours distinguer entre l'édifice ancien authentique et les constructions nouvelles.
Il est monument protégé depuis le 12 novembre 1975, et enregistré comme patrimoine architectural depuis le 1er février 2018 .

## Fonction actuelle
Depuis octobre 2004, il sert d'hôtel de ville, abritant l'administration communale, le conseil communal et l'espace d'accueil des visiteurs. Il est accessible par la place Vrijthof ou par le petit périphérique Witte Torenwal. On peut y admirer le jardin nouvellement aménagé, avant de faire le tour de l'ancienne cour, désormais sous une verrière (inspirée du Parlement flamand de Bruxelles ).
Il y a une porte latérale rue des Augustins .
Il faut savoir qu'il s'agit du quatrième hôtel ville de Brée:  
Il y eut d'abord la maison Gewandthuis, place Vrijthof.
Le deuxième siège, appelé maintenant ancien hôtel de ville, datant de 1591, se trouve sur la place du Marché (Markt 2).
En 1969, une « maison de verre » sur le boulevard Grauwe Torenwal a été inaugurée en tant que troisième hôtel de ville ; depuis avril 2010, elle abrite la justice de paix et les services du ministère des Finances.